# Biegi narciarskie na Mistrzostwach Świata w Narciarstwie Klasycznym 2009 – sprint drużynowy techniką klasyczną mężczyzn
Sprint drużynowy mężczyzn techniką klasyczną był jedną z konkurencji XXXIV Mistrzostw Świata w Narciarstwie Klasycznym; zawody odbyły się 25 lutego 2009 roku. Tytułu sprzed dwóch lat nie obroniła reprezentacja Włoch, która tym razem odpadła w półfinałach. Nowymi mistrzami świata zostali reprezentanci Norwegii: Johan Kjølstad i Ola Vigen Hattestad, drugie miejsce zajęli Niemcy: Tobias Angerer i Axel Teichmann, a brązowy medal zdobyła reprezentacja Finlandii w składzie Ville Nousiainen i Sami Jauhojärvi.

## Rezultaty
| Miejsce | Numer | Państwo           | Zawodnicy                             | Czas     | Strata   |
| ------- | ----- | ----------------- | ------------------------------------- | -------- | -------- |
| 01 !    | 12    | Norwegia          | Johan Kjølstad Ola Vigen Hattestad    | 22:48,5  | —        |
| 02 !    | 17    | Niemcy            | Tobias Angerer Axel Teichmann         | 22:49,0  | +0,5     |
| 03 !    | 7     | Finlandia         | Ville Nousiainen Sami Jauhojärvi      | 22:49,0  | +0,5     |
| 4       | 13    | Rosja             | Andriej Parfionow Nikita Kriukow      | 22:50,7  | +2,2     |
| 5       | 15    | Francja           | Jean-Marc Gaillard Cyril Miranda      | 22:51,5  | +3,0     |
| 6       | 1     | Szwecja           | Mats Larsson Emil Jönsson             | 22:52,8  | +4,3     |
| 7       | 3     | Kazachstan        | Aleksiej Połtoranin Nikołaj Czebot´ko | 22:54,3  | +5,8     |
| 8       | 4     | Estonia           | Aivar Rehemaa Andrus Veerpalu         | 22:57,2  | +8,7     |
| 9       | 16    | Kanada            | George Grey Devon Kershaw             | 22:58,2  | +9,7     |
| 10      | 18    | Japonia           | Shōhei Honda Yūichi Onda              | 22:58,8  | +10,3    |
| 11      | 9     | Stany Zjednoczone | Kris Freeman Torin Koos               | Półfinał | Półfinał |
| 12      | 6     | Czechy            | Martin Jakš Aleš Razým                | Półfinał | Półfinał |
| 13      | 14    | Włochy            | Fulvio Scola Renato Pasini            | Półfinał | Półfinał |
| 14      | 5     | Polska            | Maciej Kreczmer Janusz Krężelok       | Półfinał | Półfinał |
| 15      | 19    | Słowacja          | Martin Bajčičák Ivan Bátory           | Półfinał | Półfinał |
| 16      | 2     | Szwajcaria        | Valerio Leccardi Christoph Eigenmann  | Półfinał | Półfinał |
| 17      | 21    | Wielka Brytania   | Andrew Musgrave Simon James Platt     | Półfinał | Półfinał |
| 18      | 10    | Ukraina           | Witalij Sztun Roman Łejbiuk           | Półfinał | Półfinał |
| 19      | 22    | Australia         | Ben Sim Mark can der Ploeg            | Półfinał | Półfinał |
| 20      | 8     | Białoruś          | Siarhiej Kuzmienka Leanid Karnijenka  | Półfinał | Półfinał |
| 21      | 20    | Litwa             | Aleksėjus Novoselskis Mantas Strolia  | Półfinał | Półfinał |
| 22      | 11    | Dania             | Sebastian Sørensen Troels Bünger      | Półfinał | Półfinał |
| 23      | 23    | Grecja            | Aleksis Gkounko Jeorjos Nakas         | Półfinał | Półfinał |